# Foot

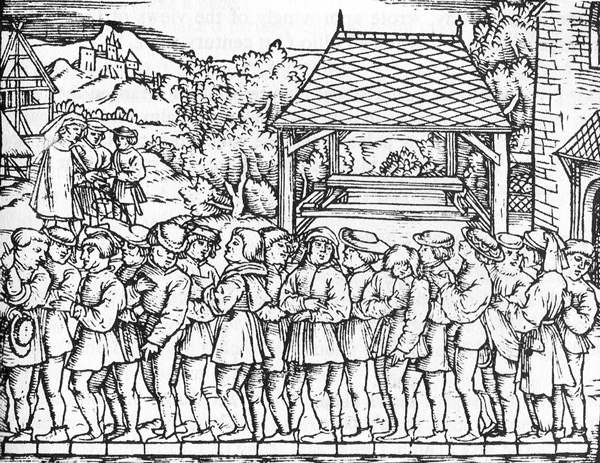
Xác định cây gậy, sử dụng chiều dài bàn chân trái của 16 người được chọn ngẫu nhiên đến từ buổi lễ nhà thờ. Bản khắc gỗ được xuất bản trong cuốn sách Geometrei của Jakob Köbel (Frankfurt, c. 535).

Foot (phát âm gần như giọng miền Bắc "phút"; số nhiều tiếng Anh là feet; ký hiệu là ft hoặc dấu phẩy trên đầu ′; tiếng Việt có khi dịch là bộ) là một đơn vị đo chiều dài, trong một số hệ thống khác nhau, bao gồm hệ đo lường Anh và hệ đo lường Mỹ. Chiều dài mà nó mô tả có thể khác nhau theo từng hệ thống, nhưng nó đều khoảng từ một phần tư đến một phần ba của mét. Đơn vị foot sử dụng phổ biến nhất ngày nay là foot quốc tế. Có 3 feet trong một yard và 12 inch trong một foot.

## Định nghĩa

### Foot quốc tế
Vào năm 1958 Hoa Kỳ và các nước trong Khối Thịnh vượng chung Anh đã định nghĩa chiều dài của yard quốc tế là 0,9144 mét. Do đó, foot quốc tế được định nghĩa là bằng với 0,3048 mét (tương đương với 304,8 milimét).
Ký hiệu chuẩn quốc tế của foot là "ft" (xem ISO 31-1, Phụ lục A). Trong một số trường hợp, foot còn được biểu thị với một dấu phết (dấu phẩy trên), tương tự như một dấu lược, và inch với một dấu ngoặc kép. Ví dụ, 5 feet 2 inch ký hiệu thành 5'2″. Cách sử dụng này có thể gây nên nhầm lẫn, vì dấu ' và dấu " cũng là ký hiệu chuẩn quốc tế cho phút góc và giây góc.

### Foot đo đạc của Hoa Kỳ
Foot đo đạc của Hoa Kỳ được định nghĩa chính xác là 1200/3937 mét, xấp xỉ 0,30480061 m. Nó chỉ được dùng với những đo đạc dùng trong các đo đạc của Cơ quan Đo đạc Đất và Bờ biển Hoa Kỳ. Nó lớn hơn foot quốc tế 610 nm.
Foot đo đạc Hoa Kỳ được dùng bởi những nhà đo đạc đất đai và những người chuyên vẽ bản đồ cho dự án và bản đồ. Mỗi bang có quy định về loại foot nào được dùng trong đo đạc ở bang đó. Sự khác nhau là rất đáng chú ý khi chuyển đổi tọa độ trên Hệ thống Tọa độ Phẳng của bang đó.